# Сосаку-ханга

«Бесконечное милосердие Будды». Ксилография, 1961

Сосаку-ханга (яп. 創作大画) — это направление деревянной гравюры, зародившееся в Японии в начале XX века. В отличие от параллельного существующего движения син-ханга («новая гравюра»), поддерживающего традиционную систему, когда художник, резчик, печатник и издатель участвовали в разделении труда, художники направления сосаку-ханга стремились самостоятельно делать эскиз (яп. 自画, «дзига»), резать по дереву (яп. 自刻, «дзикоку») и печатать (яп. 自刷, «дзидзури»). На первый план вышло самовыражение художника.
На Биеннале искусства в Сан-Паулу в 1951 году сосаку-ханга впервые получило мировое признание. Оба победителя от Японии, Канаэ Ямамото и Киёси Сайто, последователи сосаку-ханга, превзошли авторов работ в традиционном стиле нихонга, западной живописи ёга и авангарда. Другие художники сосаку-ханга, такие как Косиро Онти (1891—1955), Унити Хирацука(1895—1997), Садао Ватанабэ (1913—1996) и Маки Хаку (1924—2000) также стали популярными фигурами на Западе.

## Истоки и ранние годы
Рождение движения сосаку-ханга связывают с созданием небольшой гравюры «Рыбак», выполненной Канаэ Ямамото в 1904 году. Отступив от традиционной системы разделения труда, Ямамото работал над отпечатком исключительно сам. Его подход развивали уже последователи, и в период после Второй мировой войны направление сосаку-ханга набрало силу и стало восприниматься как переосмысление традиций укиё-э.
Движение сосаку-ханга можно рассматривать как одно из проявлений роста интереса к индивидуализму, свойственного концу эпохи Мэйдзи. И в художественных, и в литературных кругах на рубеже веков возникло стремление выразить своё «я». Эта тенденция прослеживается в комментарии художника Котаро Такамура к своей работе «Зеленое солнце» (1910): «Я желаю абсолютной свободы искусства. Поэтому я признаю безграничный авторитет индивидуальности художника… Даже если кто-то нарисует „зеленое солнце“, я не буду критиковать его. Ведь и мне оно может показаться зелёным».
В 1912 году Нацумэ Сосэки (1867—1916) в своей книге «Бунтэн и творческие искусства» писал, что «искусство начинается с выражения себя и заканчивается выражением себя». Этот очерк положил начало интеллектуальной дискуссии об индивидуальности, которая сразу нашла отклик в художественной сцене. В 1910 году начинающие молодые художники-индивидуалисты организовали свою первую выставку.
В годы своего становления движение сосаку-ханга, как и многие другие движения, такие как син-ханга, футуризм и пролетарское искусство, изо всех сил стремилось выжить в художественной сцене, в которой доминировали традиционные жанры искусства, принятые «Бунтэн» (Японской художественной академией). Занятие сосаку-ханга считалось ремеслом, уступающим не только японской живописи и скульптуре, но и картинам в западном стиле ёга. И если с распространением моды на Японию европейцы стали рассматривать гравюры укиё-э как искусство, то в самой Японии современные гравюры все ещё считались простыми репродукциями для массового потребления. Художники сосаку-ханга не могли зарабатывать на жизнь только печатью гравюр. Многие из более поздних известных художников, такие как Косиро Онти (также известный как «отец» сосаку-ханга), работали книжными иллюстраторами и резчиками по дереву. Лишь в 1927 году сосаку-ханга была принята «Тайтэном» (бывшим Бунтэном) как полноценное художественное движение. В 1935 году окончательно разрешили факультативные занятия по ханга.

## Военные годы

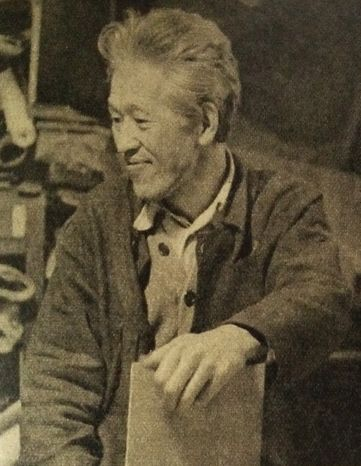
Портрет Косиро Онти, 1952

Военные годы с 1939 по 1945 гг. оказались для сосаку-ханга временем метаморфоз. В 1939 году было сформировано Общество первого четверга, сыгравшее важную роль в послевоенном возрождении японской гравюры. Его участники собирались раз в месяц в доме Косиро Онти в Токио, чтобы обсудить художественные проблемы и задачи движения. «Общество» служило местом для обмена мнениями, обеспечивало поддержку художникам в трудные годы войны, когда искусство подверглось цензуре. Среди участников «Общества» были Ген Ямагути (1896—1976) и Дзюнъитиро Сэкино (1914—1988). Американские знатоки Эрнст Хакер, Уильям Хартнетт и Оливер Статлер также в него входили. Они принимали участие в организации выставок и помогали возродить интерес Запада к японской гравюре. В 1944 году была выпущена первая коллекция работ группы под названием «Первый четверг» (Итимоку-сю).

## Послевоенный период
Можно сказать, что японская гравюра стала одной из составляющих послевоенного восстановления экономики. Во время оккупации островов американские солдаты и их жены покупали и собирали японские гравюры в качестве сувениров. С целью продвижения «демократического искусства» американское покровительство перешло от поддержки относительно традиционного син-ханга к более современному сосаку-ханга. Абстрактное искусство было запрещено военным правительством во время войны, но уже после войны художники вновь обратились к абстракции.
На художественной биеннале в Сан-Паулу 1951 года сосаку-ханга была впервые представлена на международной выставке. Позднее свои персональные выставки в США провели художники Мунаката Сико и Мацубара Наоко.

## Современная японская гравюра
Современная японская гравюра отчасти продолжает традиции сосаку-ханга, так как художник обычно отвечает за все стадии производства, но одновременно с этим она отличается богатством техник, сюжетов и стилей. Так, Тэцуя Нода использует в качестве эскизов фотографии, воплощая в своих гравюрах вырванные из повседневной жизни фрагменты. Такие художники, как Маки Хаку и Синода Токо при помощи синтеза каллиграфии и абстрактных мазков создают медитативные изображения. Садао Ватанабэ создавал гравюры в традиции мингэй (народного искусства), соединяя в своих работах изображение буддийских и западно христианских фигур.

## Художники сосаку-ханга
- Азэти Умэтаро
- Ген Ямагути
- Гихатиро Окуяма
- Ёситоси Мори
- Ито Такуми
- Канаэ Ямамото
- Киёси Сайто
- Китаока Фумио
- Кихэй Сасадзима
- Косиро Онти
- Маки Хаку
- Масао Маэда
- Мацубара Наоко
- Окииэ Хасимото
- Садал Ватанабэ
- Сакуити Фукадзава
- Сико Мунаката
- Сэкино Дзюнъитиро
- Сэнпан Маэкава
- Такуми Синагава
- Токо Синода
- Томикитиро Токурики
- Тоси Ёсида
- Тосиро Маэда
- Тэцуя Нода
- Унити Хирацука
- Хадзимэ Намики
- Хироюки Тадзима
- Ходака Ёсида
- Эити Котодзука
- Ясухидэ Кобаси
- Касамацу Сиро

## Дополнительные ссылки
- SŌSAKU-HANGA — 創作版画 — Japanese Twentieth-Century Creative Prints, from The Bowdoin College Museum of Art
- Sōsaku hanga — Viewing Japanese Prints website by John Fiorillo